# Sedm neohrožených
Sedm neohrožených (v anglickém originále Uncommon Valor) je americký válečný akční film z roku 1983, který režíroval Ted Kotcheff a ve kterém hrají Gene Hackman, Fred Ward, Reb Brown, Randall „Tex“ Cobb, Robert Stack, Patrick Swayze, Harold Sylvester a Tim Thomerson. Hackman hraje bývalého plukovníka americké námořní pěchoty, který dá dohromady nesourodý tým, aby zachránil svého syna, o němž se domnívá, že je mezi těmi, kteří jsou po válce ve Vietnamu stále drženi v Laosu. Film byl uveden do kin 16. prosince 1983 a od kritiků získal smíšené hodnocení. 

## Děj
V roce 1972, během evakuace americké jednotky v Jižním Vietnamu, zůstává skupina vojáků na zemi, po odletu helikoptéry, která vezla jejich zraněné kamarády, včetně "Blastera", "Sailora" a Wilkese,
Na začátku 80. let je bývalý plukovník námořní pěchoty Jason Rhodes posedlý hledáním svého syna Franka, armádního poručíka, který je od roku 1972 evidován jako nezvěstný. Po deseti letech pátrání po jihovýchodní Asii je přesvědčen, že Frank je stále naživu a vězněn v Laosu.
Rhodes spojí skupinu veteránů vietnamské války, včetně Blastera, Wilkese, Sailora a dalších, kteří byli součástí Frankovy jednotky. S finanční podporou bohatého podnikatele McGregora, jehož syn byl také v Frankově jednotce, se připravují na záchrannou misi v laoském zajateckém táboře. V jihovýchodní Asii je CIA zadrží a zabaví jejich vybavení.
Přesto se tým rozhodne pokračovat, nakupuje nové zbraně a zásoby a sehnal starší vojenské vybavení díky místnímu drogovému baronovi Jiangovi. Během expedice Charts naváže vztah s dcerou Jianga, Lai Fun. Při útoku na hranici je zabita Mai Lin a tým se rozdělí: část jde na zajištění helikoptér, druhá část provádí průzkum tábora. Na místě objeví čtyři Američany, ale Franka ne.
Tým začne útok na tábor, Blaster se obětuje a odpálí výbušniny, aby zabránil uprchlíkům odejít. V intenzivní bitvě se jim podaří osvobodit vězně, včetně McGregorova syna, ale Frank mezi nimi není. Jiang je zabit, během úniku z tábora se Sailor obětuje a zničí strážní věže, aby umožnil útěk k helikoptéře.
Po návratu do USA McGregor informuje Rhodese, že Frank, který je po zajetí těžce nemocný, zemřel. Frank byl voják, který v roce 1972 nesl zraněného McGregora během evakuace. McGregor říká Rhodesovi, že "Frank mu toho dne zachránil život".
Skupina je po návratu vítána rodinami a médii. Rhodes se konečně vyrovnává se smrtí Franka a obejme svou ženu Helen.